# Sulingen
Sulingen ist eine Kleinstadt im Zentrum des Landkreises Diepholz, 50 km südlich von Bremen. Obwohl die Kernstadt 10.000 Einwohner nicht überschreitet, hat sie im ländlichen Umland eine herausragende Bedeutung und ist raumplanerisch als Mittelzentrum ausgewiesen.

## Geografie

Kernstadt und die weiteren Stadtteile von Sulingen

### Lage
Sulingen liegt 50 km südlich von Bremen, 35 km östlich von Diepholz und 30 km westlich von Nienburg.

### Stadtgliederung
Sulingen besteht aus folgenden Stadtteilen (Einwohnerzahlen in Klammern)
- Kernstadt Sulingen (9273)
- Klein Lessen (565)
- Groß Lessen (637)
- Rathlosen (536)
- Nordsulingen (1336)
- Lindern (545)

### Nachbargemeinden
Nachbargemeinden der Stadt Sulingen sind im Uhrzeigersinn im Norden beginnend die Gemeinden Scholen, Schwaförden, Mellinghausen, Maasen, der Flecken Steyerberg, die Gemeinde Kirchdorf, der Flecken Barenburg, die Gemeinden Varrel, Wehrbleck, Eydelstedt und Ehrenburg.

### Flüsse und Bäche
Sulingen wird durchflossen von der Sule, dem Kuhbach, der Kleinen Aue und der Allerbeeke (diese ist zum Teil östlicher Grenzfluss zur Samtgemeinde Siedenburg).

## Geschichte

### Vorgeschichte
Aus der älteren Bronzezeit um 2000–800 v. Chr. stammt ein 1899 in Nechtelsen gefundenes Griffzungenschwert. Ein Einbaum, 1952 gefunden in der Sule bei Nordsulingen, stammt aus der Eisenzeit zwischen 400 und 300 v. Chr.

### Mittelalter
Am 30. Mai 1029 wurde die Siedlung Sulingen erstmals urkundlich erwähnt. In dieser ersten Urkunde wurde ein burgloser Oberhof des Bistums Minden in Sulingen erwähnt. Der bischöfliche Oberhof fiel erst am Ende des Mittelalters an die Grafschaft Hoya. Um den Oberhof bildete sich im späten 15. Jahrhundert der Flecken Sulingen. Vermutlich weil sich in Sulingen keine Burg befand, war der Ort lange Zeit weder Sitz einer Vogtei noch eines Amtes, sondern gehörte zum Amt Ehrenburg, war aber innerhalb dieses Amtes der bedeutendste Ort.
In den Jahren 1347 und 1349 wurde Sulingen von der Pest heimgesucht. Es sollen nur 27 Familien überlebt haben.

Sulingen war um 1300 bis 1527 Bezirk des Archidiakonats. Die Archidiakone (ab 1381 die Mindener Dompröpste) übten die kirchlichen Gerichtsbarkeit aus. Mit der Reformation wurde das Bistum Minden mit dem Diözenanteil Sulingen durch den Mindener Fürstbischof Hermann von Schaumburg evangelisch-lutherisch. Dadurch war ein evangelischer Superintendent für Sulingen zuständig.

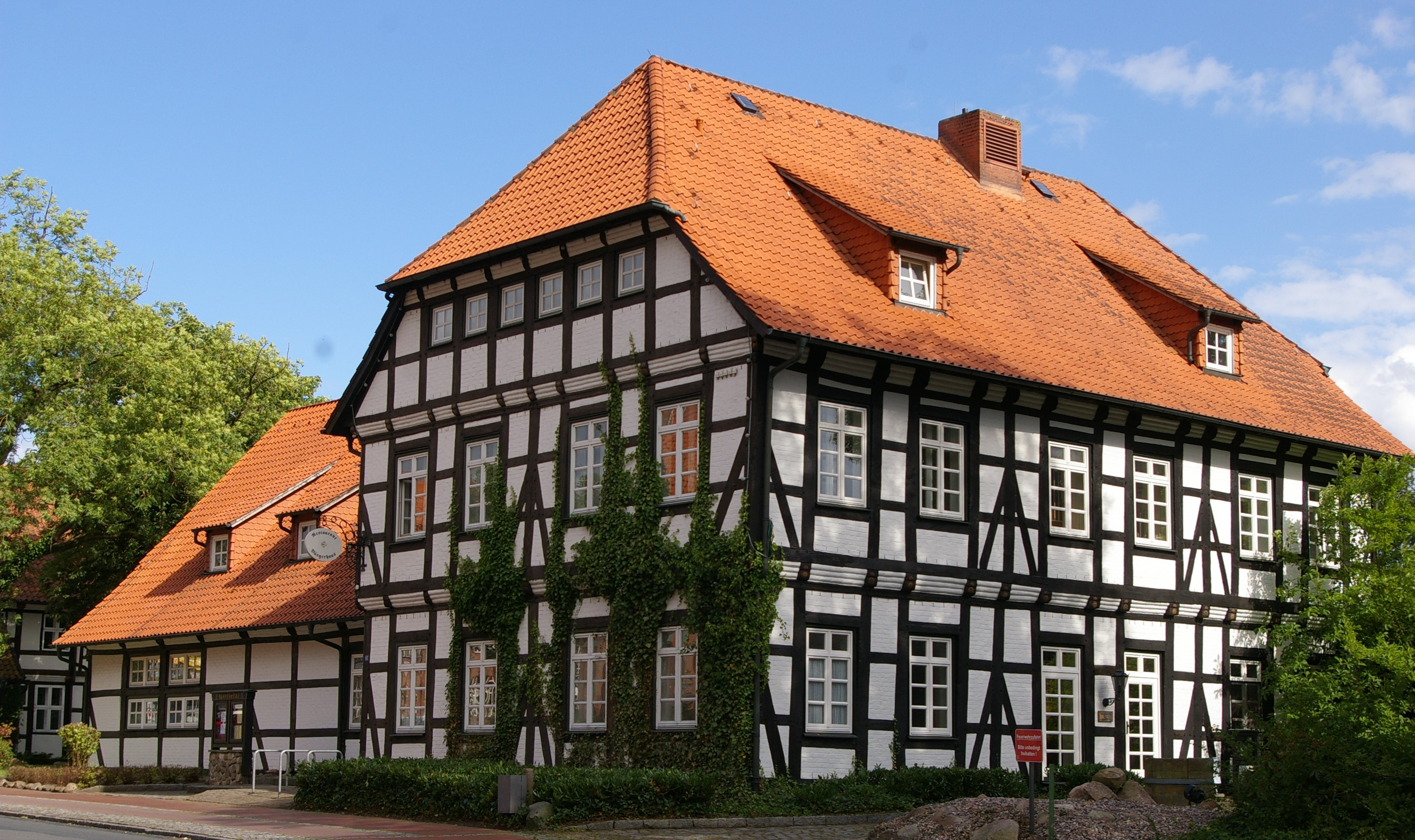
Alte Superintendentur

### Neuzeit
Anfang des 17. Jahrhunderts wurde die erste Schule in Sulingen gebaut. Pest, Plünderungen, Brandschatzungen und Einquartierungen prägten die Zeit im Dreißigjährigen Krieg (1618–1648).
Anfang des 18. Jahrhunderts brannten die Superintendentur, das Kantorhaus, der Ratskeller und das Haus von J. Dencker bei einem Stadtbrand ab. Am 12. September 1719 führte ein weiterer Großbrand zur fast vollständigen Zerstörung des Ortes. Die überlieferten Kirchenbücher beginnen erst 1719, ergänzt durch das sogenannte Seelenregister („Volksbefragung“ durch den Pastor nach Namen und Daten der Einwohner).
Mit dem Wiederaufbau des Ortes nach dem Brand wurde der Ingenieur-Leutnant Eden beauftragt, der die Stadtpläne vor und nach dem Brand zeichnete. Im 18. Jahrhundert hatte der Ort fünf Sensenschmieden und neue Gilden bildeten sich. 1779 entstand die Kornbrennerei Lüning. 1791 erhielt Chr. Friedrich Lüning die Posthalterei-Urkunde für die Route Hannover-Nienburg-Sulingen-Diepholz-Osnabrück. In der Sulinger Relaisstation mussten mindestens 16 Pferde unterhalten werden. Als Rittergut wurde Lünings Besitz nach dem Erwerb des gegenüberliegenden Gutes bezeichnet. Am 3. Juni 1803 wurde die Konvention von Sulingen unterzeichnet, deren Ratifikation anschließend von Napoleon verweigert wurde, so dass die Kapitulation Kurhannovers erst durch die Konvention von Artlenburg am 5. Juli 1803 vollzogen wurde.
Im Jahre 1852 wurde das königlich hannoversche Amt Sulingen mit dem Amtsgericht Sulingen gebildet. Nach der Annexion des Königreichs Hannover durch Preußen 1866 entstand 1885 aus dem Amt der Kreis Sulingen. Die erste Sparkasse wurde eröffnet und zwei Bürgerparks wurden angelegt. Sulingen erhielt eine Telegrafenstation, ein Krankenhaus und das Elektrizitätswerk an der Südstraße. Die Volkshochschule am Mühlenhof und eine gewerbliche Berufsschule wurden gebaut.

### Seit 1900

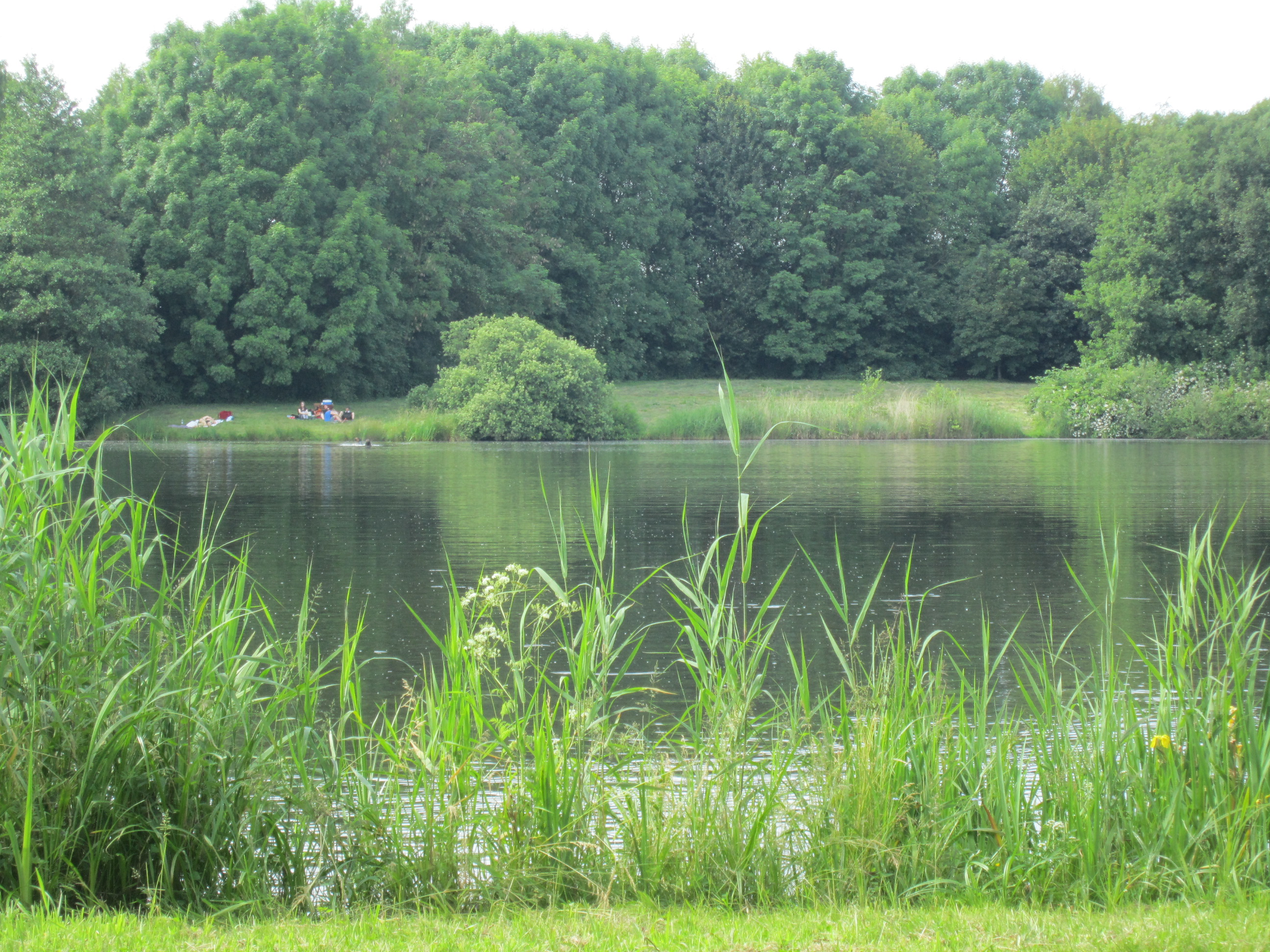
Der Stadtsee

Die Bahnstrecke Rahden-Sulingen wurde am 29. September 1900 eröffnet. Im Jahre 1901 folgte die Fortsetzung nach Bassum mit Anbindung nach Bremen. Im Jahre 1904 kamen die Sulinger Nachrichten heraus. Ab 1911 erfolgte die elektrische Straßenbeleuchtung. Seit 1925 gab es in Sulingen eine Mittelschule. 1927 fand die Inbetriebnahme des Kreiskrankenhauses an der Schmelingstraße mit 42 Betten statt.
Durch die Zusammenlegung mit dem damaligen Kreis Grafschaft Diepholz musste Sulingen 1932 den Kreissitz für den Kreis Sulingen an Diepholz abgeben.
1929 erhielt Sulingen das Stadtrecht. Von 1923 bis 1997 war Sulingen durch eine weitere Eisenbahnstrecke, die von Nienburg nach Diepholz führte, ein Eisenbahnkreuzungspunkt. 1994 verließ der letzte Personenzug Sulingen.
1990 entstand im Zuge des Baues der Umgehungsstraße, die den Verkehr der Bundesstraßen 61 und 214 vom bebauten Stadtgebiet fernhält, der Stadtsee als Baggersee.

### Eingemeindungen
Am 1. März 1974 wurden die Gemeinden Groß Lessen, Klein Lessen, Lindern, Nordsulingen und Rathlosen eingegliedert.

### Einwohnerentwicklung
| Datum      | Einwohner |
| ---------- | --------- |
| 31.12.2008 | 12.793    |
| 31.12.2009 | 12.716    |
| 31.12.2011 | 12.628    |
| 31.12.2012 | 12.549    |
| 31.12.2014 | 12.569    |
| 31.12.2015 | 12.681    |
| 31.12.2016 | 12.755    |
| 31.12.2017 | 12.799    |
| 31.12.2018 | 12.842    |
| 31.12.2019 | 12.778    |
| 31.12.2020 | 12.886    |
| 31.12.2021 | 13.005    |

Zwischen Ende der 1980er Jahre und 2000 ist die Einwohnerzahl um fast 2000 Personen gestiegen.

## Politik

### Rat
Der Rat der Stadt Sulingen besteht aus 26 Ratsfrauen und Ratsherren. Dies ist die festgelegte Anzahl für eine Gemeinde mit einer Einwohnerzahl zwischen 10.001 und 11.000 Einwohnern. Die Ratsmitglieder werden durch eine Kommunalwahl für jeweils fünf Jahre gewählt. Neben den 26 in der Gemeinderatswahl gewählten Mitgliedern ist außerdem der hauptamtliche Bürgermeister im Rat stimmberechtigt. Die aktuelle Amtszeit begann am 1. November 2021 und endet am 31. Oktober 2026.

Aus dem Ergebnis der Kommunalwahl 2021 ergab sich folgende Sitzverteilung:
| Partei/Weitere                  | Sitze    |
| ------------------------------- | -------- |
| CDU                             | 7        |
| SPD                             | 5        |
| Sulingen!                       | 4        |
| Freie Wähler Sulingen (FW)      | 3        |
| Grüne                           | 2        |
| FDP                             | 2        |
| Einzelbewerber Ibrahim          | 1        |
| Bürger erreichen Sulingen (BeS) | 1        |
| PARTEI                          | 1        |
| Gesamt                          | 26 Sitze |

### Bürgermeister
Seit 29. November 2021 ist Patrick Bade Bürgermeister der Stadt Sulingen. Er gewann die Bürgermeisterwahl am 12. September 2021 mit 54,78 % der Stimmen gegen seinen Mitbewerber. Die Wahlbeteiligung lag bei 59,85 %.
Bisherige Bürgermeister der Stadt
- 1818: Johann Otto Meyer
- ~1852: Windel
- 1948–1964: Rudolf Eickhoff (DP, CDU)
- 1991–2001: Günter Schlüterbusch (SPD)
- 2001–2013: Harald Knoop (parteilos)
- 2013–2021: Dirk Rauschkolb (parteilos)

### Wappen
Das heutige Wappen geht auf das Wappensiegel Sulingens von 1581 zurück, in dem eine aufwärts gerichtete Bärentatze und ein lateinisches „S“ nebeneinander stehen. Das Wappen trägt eine Mauerkrone. Das heutige Wappen unterscheidet sich von dem früheren nur dadurch, dass es heraldisch berichtigt worden und in seiner Zusammensetzung genau festgelegt ist.
Die genaue Bedeutung des Wappens ist nicht bekannt. Es wird vermutet, dass das von der Stadt Sulingen geführte Wappen mit der heraldisch nach außen gerichteten Bärentatze und dem gebrochen gesetzten Buchstaben „S“ nur ein Ortswappen ist, welches die ehemalige Zuständigkeit der Grafen von Hoya anzeigt, die in ihrem Wappen zwei in sich abgewandte Bärenklauen führen.

### Logo
Das Logo der Stadt Sulingen besteht aus einem gelben und einem roten Halbkreis. Im gelben Halbkreis ist die auswärtsgerichtete Bärenklaue des Stadtwappens angedeutet.

### Städtepartnerschaften
Sulingen unterhält Partnerschaften mit dem dänischen Galten (seit 1986) und dem litauischen Joniškis (seit 2000).

## Kultur und Sehenswürdigkeiten

### Bauwerke
- Evangelische Nicolaikirche als gotische Hallenkirche aus dem 13. Jahrhundert, abgesehen vom Turm aus Backstein. Die Außenwände wurden jedoch 1875 ersetzt.
- Alte Superintendentur Sulingen als Bürgerhaus: Fachwerkhaus, früher Superintendentur. 1719 niedergebrannt, 1721 Wiederaufbau, in den 1980er Jahren Sanierung und Umbau zu einem Bürgerhaus, seit 2017 mit einem Café
- Alte Bürgermeisterei Sulingen, Fachwerkhäuser von 1753; seit 2004 mit Standesamt, Tourismus-Information, Kulturverein und Ort für kulturelle Veranstaltungen (Musik, Kleinkunst, Versammlungen und Tagungen).
- Raths-Apotheke Sulingen, Fachwerkhaus von 1737, heute Bullenschluck-Manufaktur
- Gebäude Lindenstraße 9, Fachwerkhaus von 1726, heute Zeitungshaus der Sulinger Kreiszeitung.
- Im Sulinger Stadtgebiet befinden sich zwei Wassermühlen. Die Mühle am Meierdamm neben dem Göpelhaus wurde 1682 als Teil des Meierhofes erbaut. Ebenfalls im 17. Jahrhundert wurde Lünings Gutsmühle gebaut. Sie wurde 2000 saniert. Es gab bis in die 1950er Jahre auch eine dritte nicht erhaltene Wassermühle außerhalb Sulingens.
- Am östlichen Stadtrand befindet sich im Ortsteil Labbus die 1851 als Galerieholländer erbaute Windmühle Labbus. Die Mühle war bis 1987 noch kommerziell in Betrieb. Die Mühlentechnik ist komplett vorhanden und weitestgehend betriebsfähig. Die Mühle steht seit 2010 unter anderem für standesamtliche Trauungen zur Verfügung. Das ehemalige Sacklager wurde als Veranstaltungsraum umgebaut. 2012/13 mussten aus sicherheitstechnischen Gründen die Mühlenflügel und die Kappe abgenommen werden. Im Rahmen der Wiederinstandsetzung durch den Mühlenverein Labbus werden Kappe, Flügel und Galerie erneuert. Die Mühle kann auf Anfrage besichtigt werden.

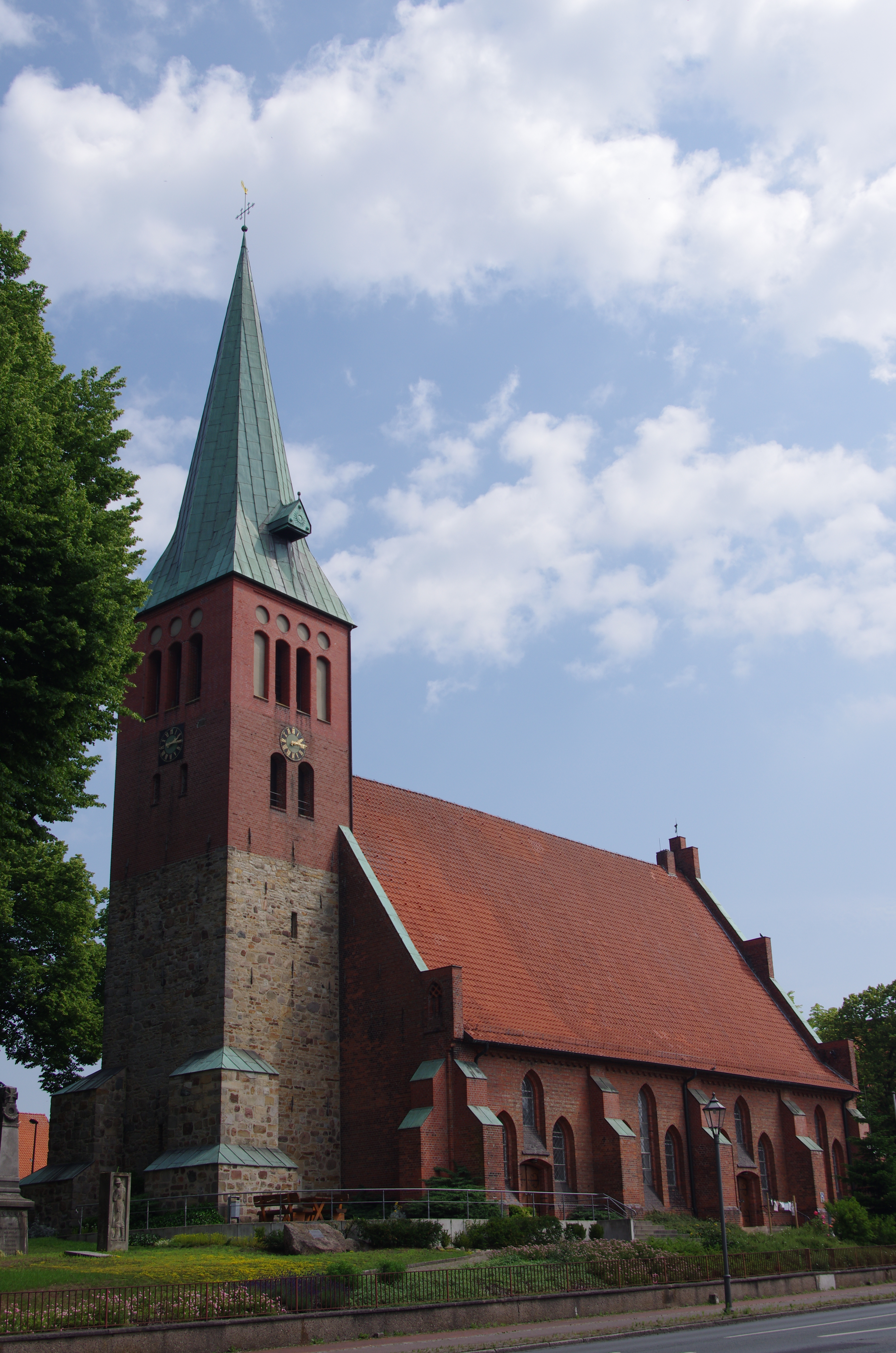
St. Nicolaikirche
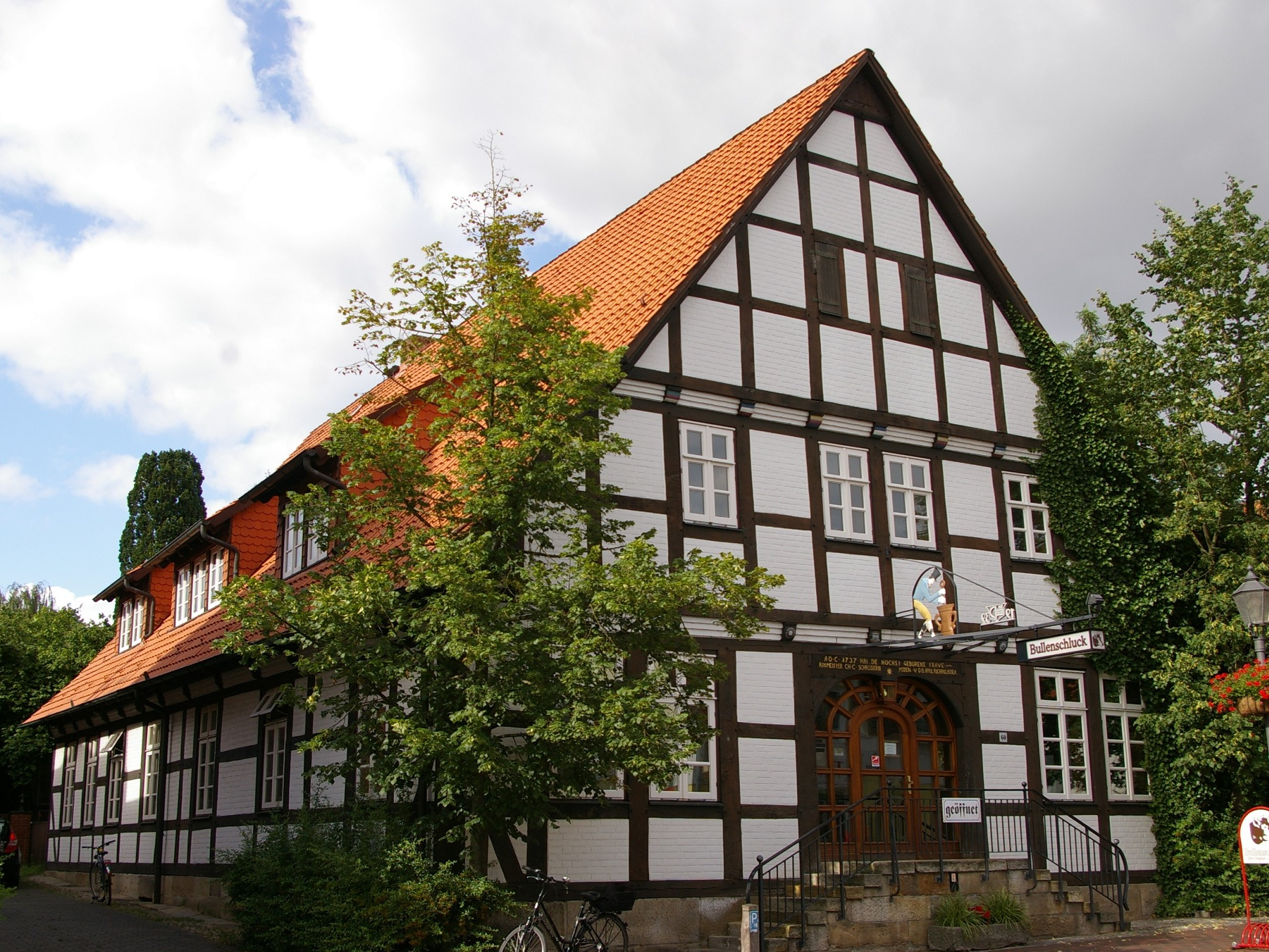
Raths-Apotheke
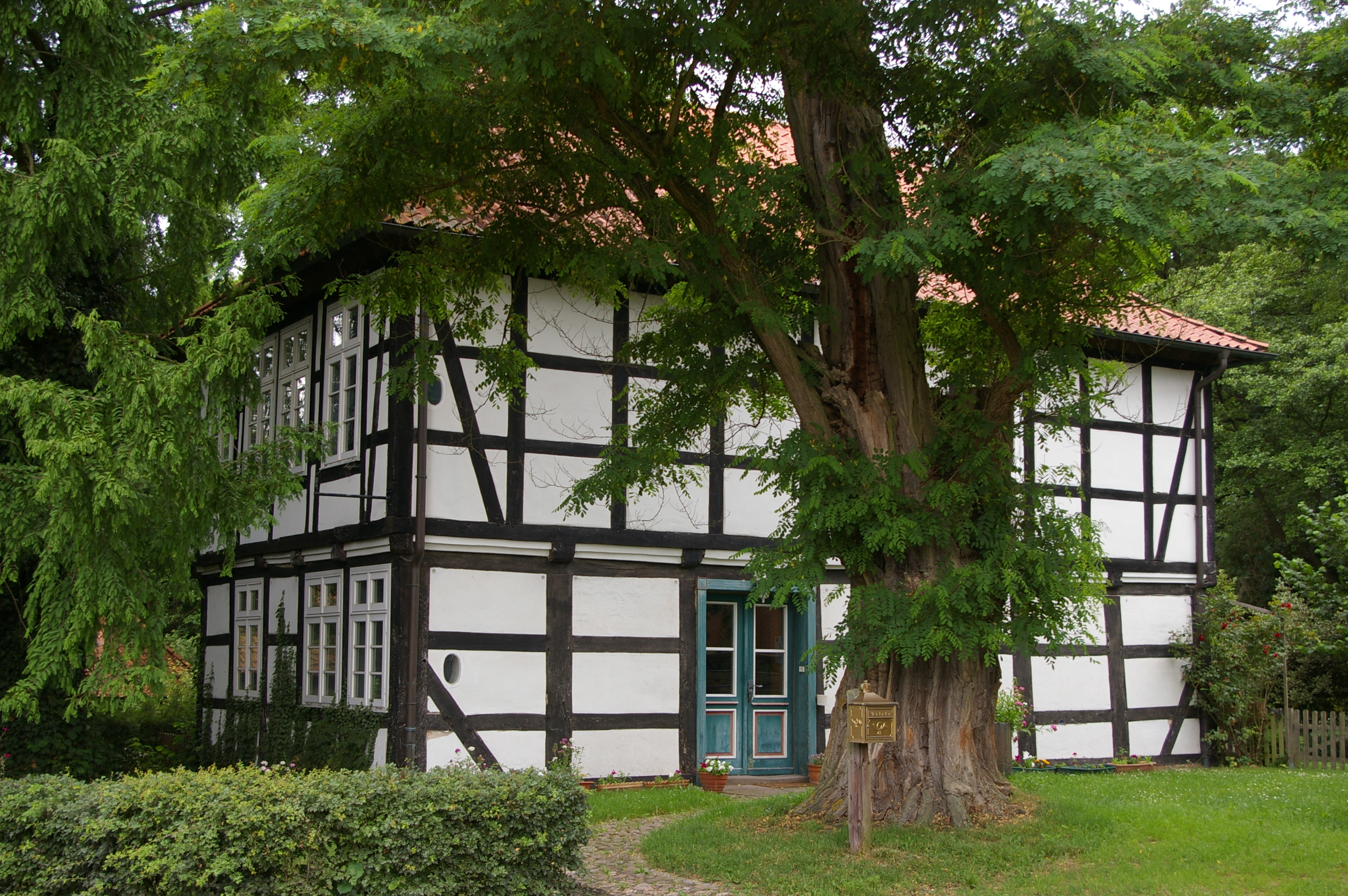
Fachwerkhaus am Meierdamm
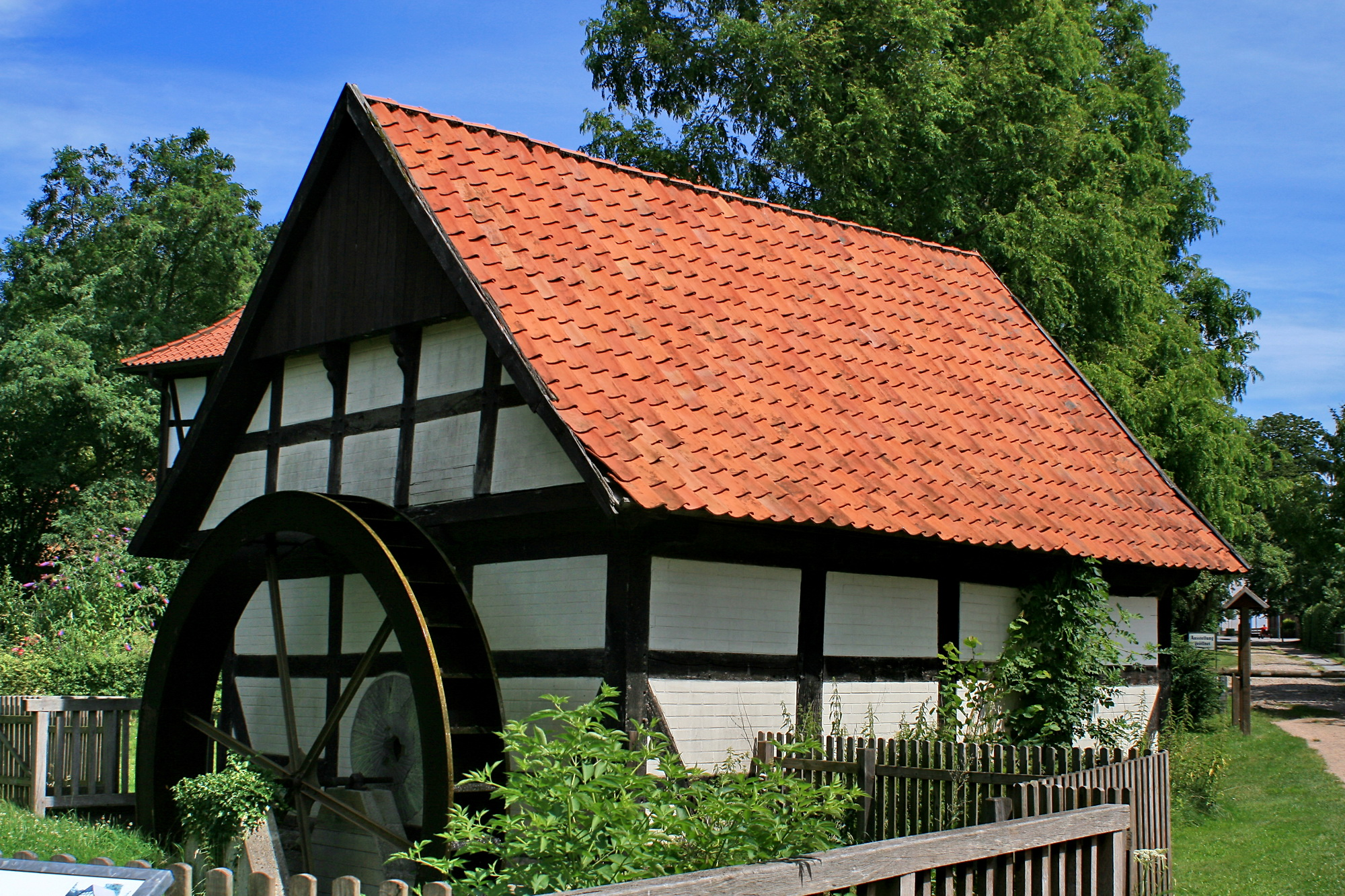
Wassermühle am Meierdamm
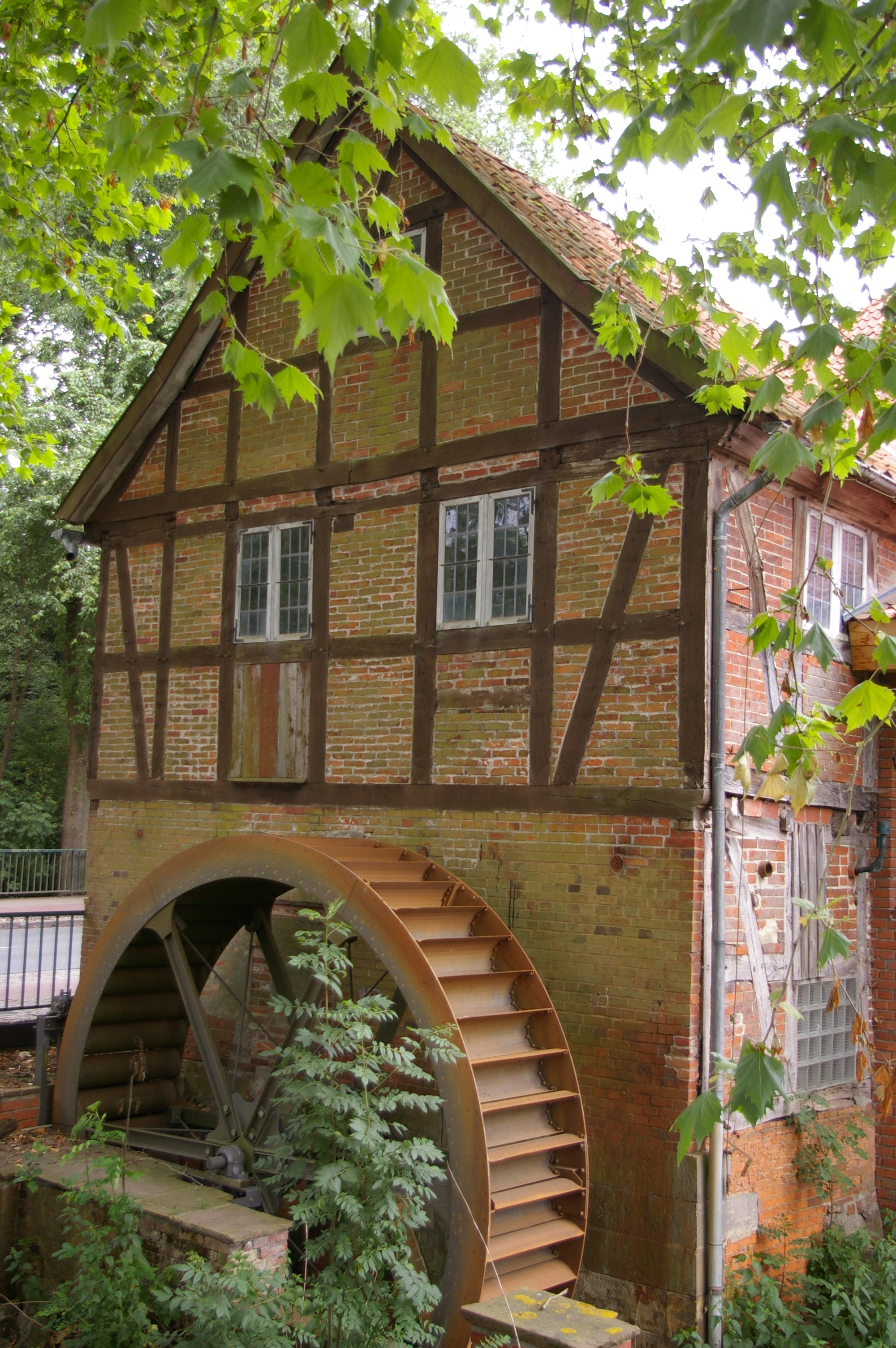
Lüningsche Wassermühle
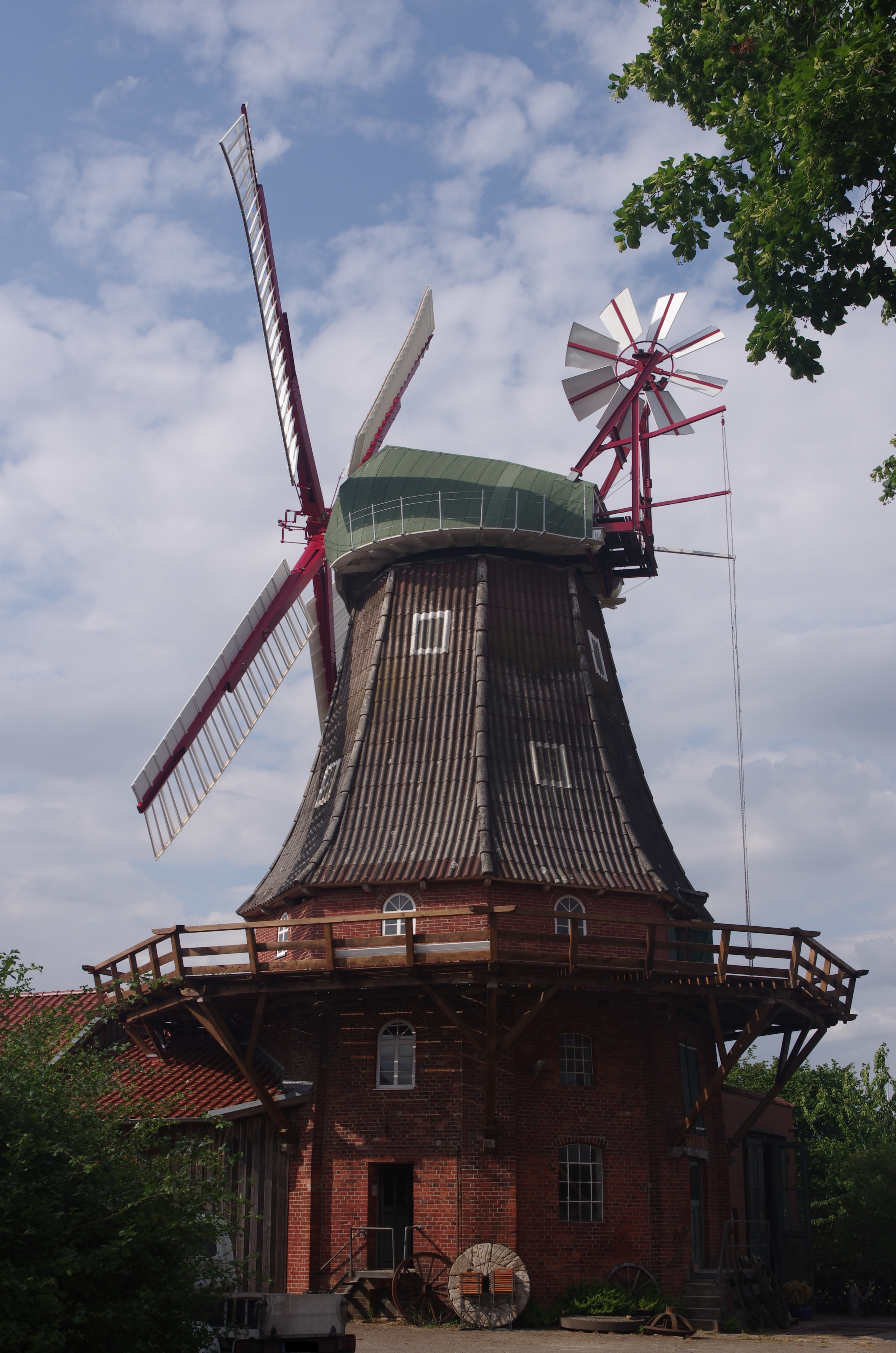
Windmühle Labbus

### Museen

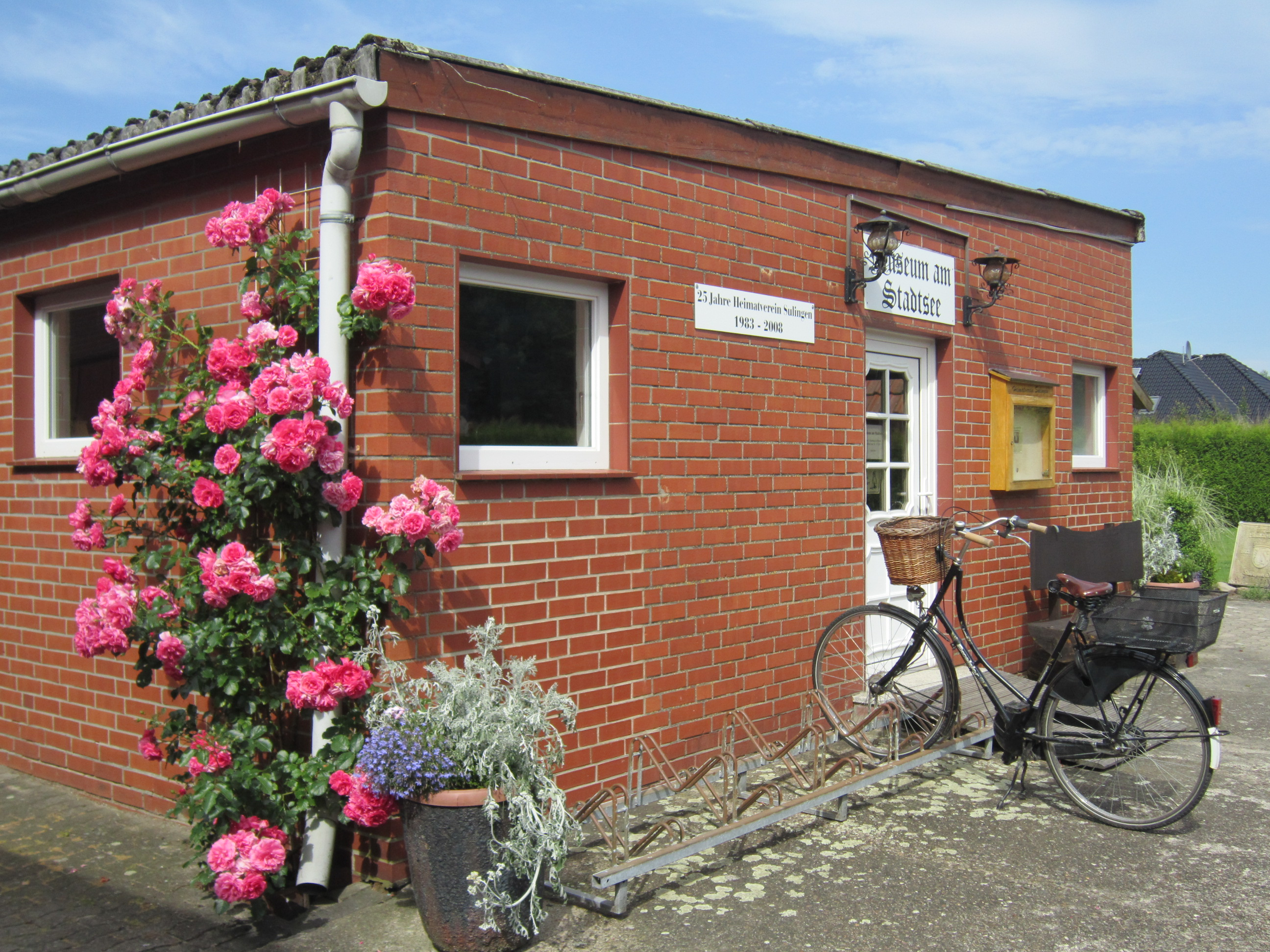
Museum am Stadtsee

Automuseum Asendorf |
Bürotechnik- & Banken-Museum |
Dorfmuseum Ridderade |
Dümmer-Museum |
Fahrradmuseum Barrien |
Heimatmuseum Aschen |
Henstedter Dorfmuseum |
Kreismuseum Syke |
Museum am Stadtsee |
Museum der Strohverarbeitung |
Niedersächsisches Kleinbahn-Museum Bruchhausen-Vilsen |
Schlossturmmuseum Diepholz |
Technikmuseum Diepholz-Heede

### Stadtarchiv
Das Stadtarchiv ist das Verwaltungsarchiv der Stadt Sulingen. Es ist quasi das „Gedächtnis“, in dem die historischen Akten (das Archivgut) der Stadt Sulingen sachgerecht archiviert – gesammelt, sortiert und geordnet – und zur Einsicht für Nutzer vorgehalten werden. So stehen im Stadtarchiv Akten, Karten, Urkunden, Nachlässe und alte Ausgaben der regionalen Zeitungen für forschende Schüler, Studenten, Wissenschaftler und Autoren zur Einsicht zur Verfügung. Untergebracht sind diese Unikate – dieses Kulturguts – im Bürgerhaus Sulingen, Lange Straße 67.
Siehe auch Liste der kommunalen Archive im Landkreis Diepholz

### Jüdischer Friedhof
Der Jüdische Friedhof in Sulingen ist ein Kulturdenkmal. Er ist einer von acht gut erhaltenen jüdischen Friedhöfen im Landkreis Diepholz. Auf dem Friedhof an der Memelstraße befinden sich 30 Grabsteine aus den Jahren 1844 bis 1934 für jüdische Verstorbene.

### Kunst im öffentlichen Raum
Verstreut stehen unterschiedliche Skulpturen und Objekte von Künstlern aus der Region:
- Theatermasken aus Terrakotta von Heidrun Kohnert im/am Stadttheater an der Schmelingstraße (1992)
- Stahl-Plastik Mensch von Werner Sünkenberg im Sportpark an der Werner-Kling-Straße (1992 bis 2019) bzw. auf dem Verkehrskreisel Lange Straße/Nienburger Straße/Bahnhofstraße (seit 2019)
- Skulptur Millstone von Thomas Schönauer vor der Volksbank Sulingen (2006)

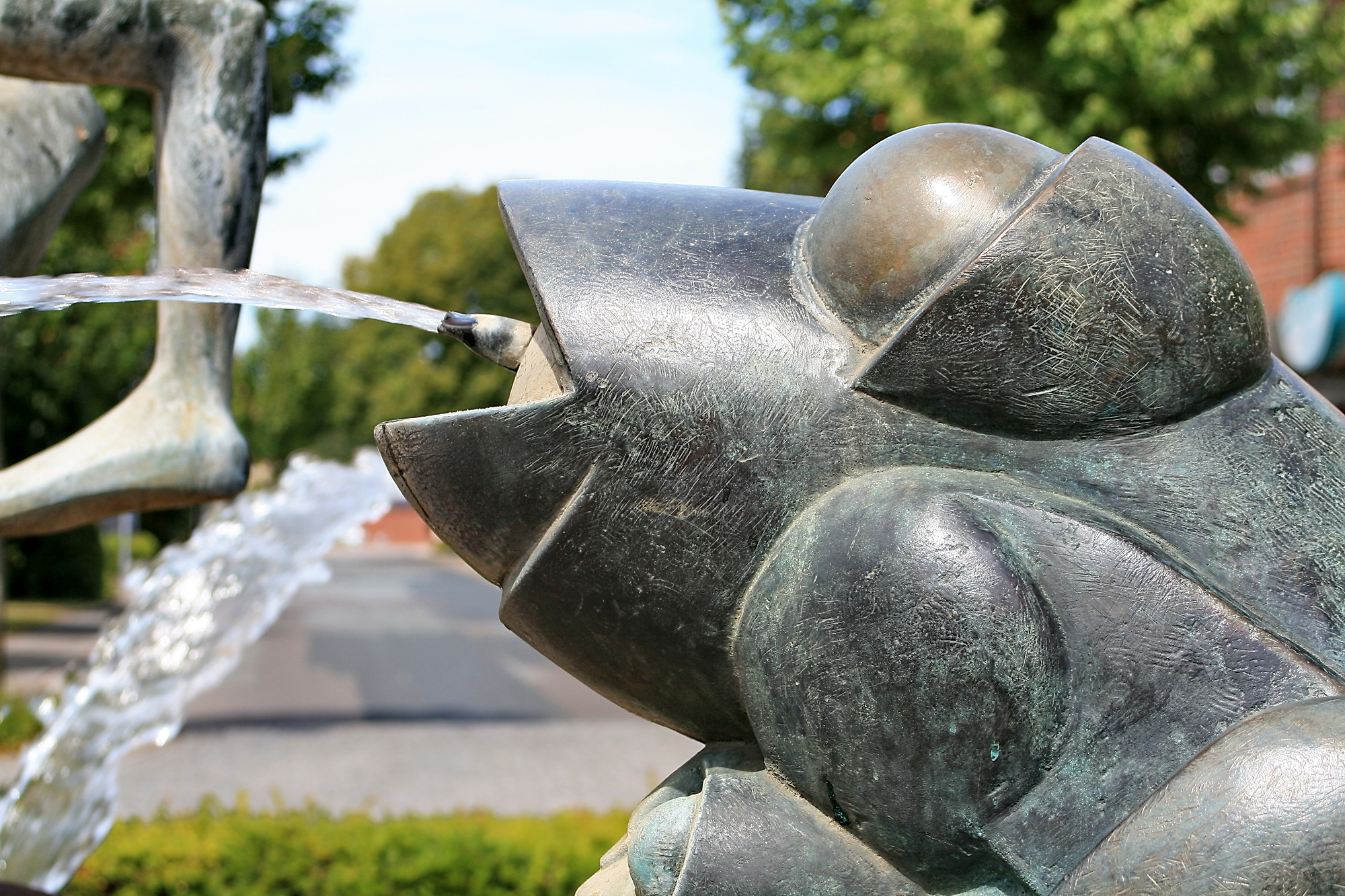
Froschbrunnen Sulingen

- Von Robert Enders stammen die Skulpturen:
  - Mahnende Hände, ein Mahnmal gegen den Krieg aus Naturstein im Mühlenhofpark (1964)
  - Leben und Kräfte, Metallskulptur auf dem Gelände der Lebenshilfe-Werkstätten in Nordsulingen (1985)
  - Ortschaftsbrunnen aus Edelstahl und Naturstein am Rathaus (1988)
  - Der Sensenschmied aus Bronze in der Sulinger Innenstadt (1991)
  - Der Zeitungsleser, Brunnen aus Bronze beim Kreiszeitungsgebäude in der Lindenstraße (1993)
  - Froschbrunnen aus Bronze in der Lange Straße (1973)
  - Europa und die neun Musen aus Bronze auf dem Gelände des Gymnasiums/Stadttheaters an der Schmelingstraße (2000)
  - Brunnen aus Beton und Naturstein im Ortsteil Nechtelsen auf dem Gelände der Wasserversorgung Sulinger Land (1982)

### Kino
Ein Kino befindet sich im Ortskern („Filmpalast Sulingen“) mit drei Sälen.

### Musik
- ResoFest Sulingen, Deutschlands größtes Festival zu resophonischen Instrumenten, insbesondere zur Resonatorgitarre, findet seit 1999 jährlich mit internationaler Beteiligung statt.
- Seit 2011 findet jährlich das Reload Festival in Sulingen statt.

### Kulinarische Spezialitäten
- „Bullenschluck“[11], ein 43%iger Halbbitter
- „Ützentrunk“, ein ähnliches Getränk
- „Sulinger Bitter-Wurzen“, ein Magenbitter
- „Bültze“, eine Gurkensuppe, die meist mit Korn dargereicht wird

## Wirtschaft und Verkehr

### Ansässige Unternehmen
Sulingen ist Hauptsitz der Volksbank Niedersachsen-Mitte.
Größter Arbeitgeber war 2019 der Schuhproduzent Lloyd mit rund 550 Mitarbeitern. Nachdem im Sommer 2020 die Schuhproduktion am Sitz des Unternehmens in Sulingen mit Ausnahme der Herstellung von Musterteilen vollständig eingestellt wurde, werden Lloyd-Schuhe seither ausschließlich in Werken in Rumänien und Indien hergestellt.
Eine große Anzahl der ortsansässigen Unternehmen hat sich in dem Verein Initiative Sulingen zusammengeschlossen, um gezielt Projekte und Werbemaßnahmen zu koordinieren.
Regelmäßig findet in Sulingen die Messe Informa Sulingen statt. Mehr als 130 Aussteller aus der Region präsentierten sich auf ca. 14.500 m² Innen- und Außenfläche im Jahr 2010 bereits zum zehnten Mal. Besucht wird die Messe von ca. 20.000 Besuchern an insgesamt drei Messetagen.
Für die umfangreichen Initiativen wurde Sulingen im November 1997 in Saarbrücken mit dem Deutschen Solarpreis von Eurosolar ausgezeichnet.

### Medien
- Sulinger Kreiszeitung
- Die Wochenpost

### Straßen
Seit der Freigabe der Ortsumgehungen von 1991 und 1993 verläuft die Bundesstraße 214 südlich vom Ortskern Sulingen und verbindet die westlich gelegene Kreisstadt Diepholz mit dem östlich gelegenen Nienburg(Weser). Die Bundesstraße 61 schafft ebenfalls als Ortsumgehung Verbindung zum Norden nach Bremen und zum Süden nach Minden.

### Nahverkehr
Zusätzlich zu den Schulbussen gibt es weitere Buslinien ab Sulingen, die nach Schwaförden, Bassum, Kirchdorf, Wagenfeld, Rahden, Varrel, Rehden, Diepholz, Siedenburg, Borstel, Nienburg/Weser, Ehrenburg und Twistringen führen. Seit 2019 verkehren einige Buslinien als Landesbuslinien.

### Eisenbahn

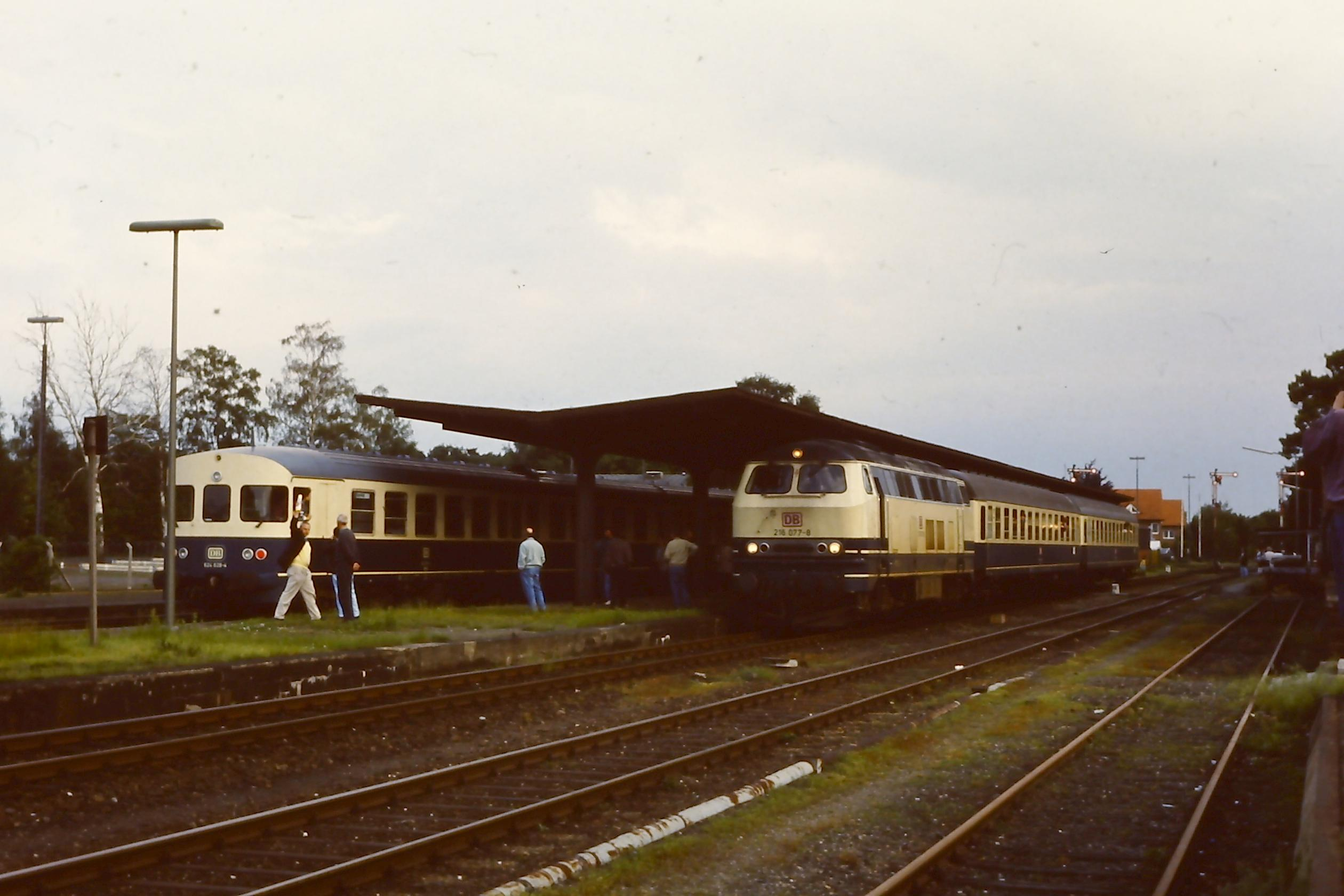
Bahnhof Sulingen (Han), 1. Juni 1994

- Bahnstrecke Bünde–Bassum
- Bahnstrecke Nienburg–Diepholz

#### Gegenwart
Nach Einstellung des Personenverkehrs 1994 wurde der Sulinger Bahnhof im Stil der Bauhausnachfolge von der Stadt Sulingen gekauft und unter Bürgermeister Günter Schlüterbusch 1996 abgerissen. Der sehr modern aussehende elegante Baukomplex verfügte über eine Empfangshalle mit zwei Fahrkartenschaltern, eine Güterabfertigung, eine Bahnhofsbuchhandlung und eine große Bahnhofsgaststätte, sowie zwei überdachte Bahnsteige mit Unterführung.
Seit 1994 ist Sulingen lediglich im Güterverkehr angebunden. Es besteht ein Gleisanschluss an die von Schwefel- und Erdöltankzügen der ExxonMobil befahrene Strecke über Sulingen, wo die Richtung gewechselt werden muss, nach Barenburg. Es gab Planungen, diesen aus Richtung Südwesten von Diepholz nach Sulingen führenden Streckenzweig über eine Verbindungskurve (Südschleife) mit dem nach Süden zur Firma Exxon-Mobil in Barenburg an der nördlich von Rahden ansonsten größtenteils abgebauten Bahnstrecke Bünde–Bassum zu verbinden, um den Fahrtrichtungswechsel zu vermeiden. Das umfangreiche, ehemalige Bahnhofs- und Gleisgelände soll bebaut werden. Über den Bau der Südschleife ist bislang noch nicht entschieden. 2015 empfahl ein vom niedersächsischen Wirtschaftsministerium in Auftrag gegebenes Gutachten des Deutschen Zentrums für Luft- und Raumfahrt den Erhalt der Trasse als Ausweichstrecke für den Güterverkehr mit den Seehäfen. Andererseits werden die Chancen hierfür eher niedrig eingeschätzt.

#### Geschichte des Sulinger Kreuzes

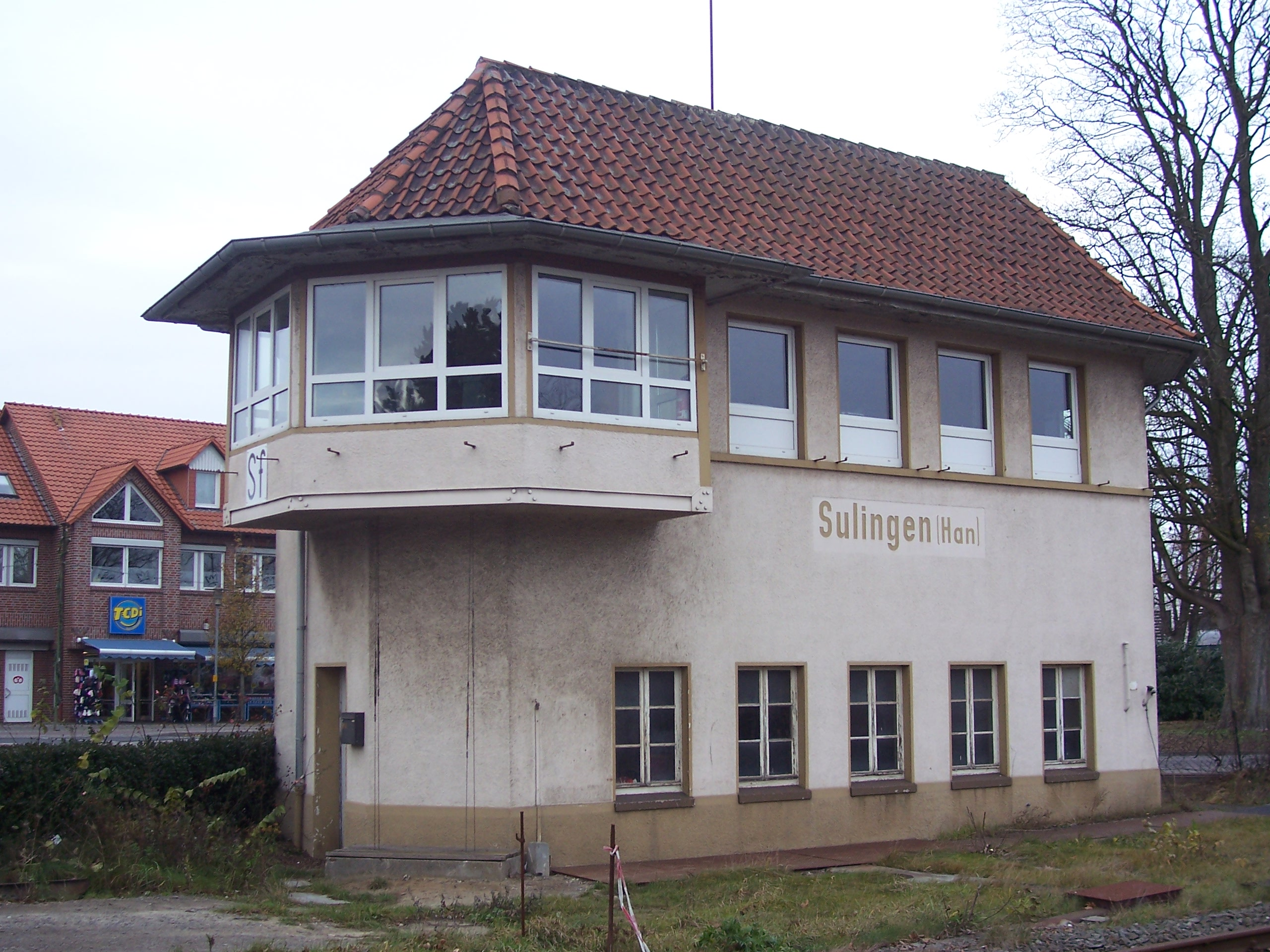
Stellwerk Sf in Sulingen (Han)

Sulingen wurde früher aus vier Richtungen erreicht. Über das Sulinger Kreuz führte von Norden nach Süden die Eisenbahnverbindung von Bremen nach Bielefeld. Auf dieser Strecke verkehrten durchgehende Heckeneilzüge von Cuxhaven, Bremerhaven oder Wilhelmshaven nach Frankfurt am Main, Paderborn oder Hamm. Der Personenverkehr auf der Bahnstrecke Bassum – Rahden, die Teil der vorerwähnten Verbindung Bremen-Bielefeld war, wurde 1994 eingestellt, der Güterverkehr folgte 1997. Daneben lag Sulingen an der von West nach Ost verlaufenden Eisenbahnstrecke Diepholz – Nienburg. Hier wurde der Personenverkehr 1966 auf dem westlichen und 1969 auf dem östlichen Abschnitt eingestellt, der Güterverkehr nach Nienburg 1997.

## Öffentliche Einrichtungen

### Allgemein
- Rathaus
- Bürgerhaus Sulingen mit Stadtarchiv
- Amtsgericht Sulingen
- Polizeikommissariat Sulingen
- Agentur für Arbeit
- Freiwillige Feuerwehr Sulingen mit ihren örtlichen Feuerwehren Groß Lessen, Klein Lessen, Lindern, Nordsulingen, Sulingen und Rathlosen sorgt für den abwehrenden Brandschutz und die allgemeine Hilfe.
- Technisches Hilfswerk
- DRK Bereitschaft Sulingen als Teil des Katastrophenschutzes
- Betriebsstelle des NLWKN

### Bildung
- Grundschule Sulingen
- Oberschule Sulingen (ab Sommer 2012) mit
  - Hauptschule (genannt Edenschule)
  - Realschule (Carl-Prüter-Schule)
- Gymnasium Sulingen
- Lindenschule Sulingen
- Berufsbildungszentrum Sulingen (Berufsbildungszentrum Dr. Jürgen Ulderup)

### Soziale Einrichtungen
- Mehrere Kindertagesstätten
- Deutsches Rotes Kreuz, Ortsvereine Sulingen, Groß Lessen, Klein Lessen, Stadt
- Jugendzentrum Sulingen, Galtener Straße
- Altenhilfe der Diakonie Freistatt
- Senioren-Landhaus Barrien/Sulingen
- Seniorenhaus am Park als Seniorenpension und Pflegeheim.
- Haus am Suletal, ein diakonisches Seniorenheim.

### Gesundheit
Sulingen ist Krankenhausstandort. Die Klinik gehört zum Klinikverbund des Landkreises Diepholz. Als Unfallklinik erhielt sie einen Hubschrauberlandeplatz.

### Kirchen
- Evangelisch-lutherische Kirchengemeinde (Nicolaikirche (Sulingen)) mit den Pfarrämtern Nord, Ost und Süd in Barenburg
- Evangelisch-Freikirchliche Gemeinde (Baptisten)
- Katholische Pfarrgemeinde St. Marien mit der Kirche Mariä Heimsuchung[18]
- Jehovas Zeugen, Versammlung Sulingen
- Neuapostolische Kirche

### Sport
Anlagen
- Städtischer Sportpark
- Freizeitbad, Hallenbad
- Sportplätze in Groß Lessen, Nordsulingen und Rathlosen
- Tennisplätze im Stadtpark
- Sport- und Gymnastikhallen: Amselweg, Am Deepenpool, Schmelingstraße, Edensporthalle, Am Mühlenhof und in Groß Lessen
- Schießanlage an der Breslauer Straße

Vereine
- Schützenverein von 1848
- Turn- und Sportverein Sulingen von 1880
- Schützengesellschaft von 1896
- Fußballclub Sulingen von 1947
- Sportverein Lessen von 1947
- DRK-Bereitschaft Sulingen, mit dem Fachdienst Wasserwacht
- Tennisclub „Gelb-Weiß“ Sulingen von 1962
- Sportfreunde Rathlosen von 1967
- Anglersportverein Sulingen von 1948
- Schachfreunde Sulingen von 1950
- Motor-Sport-Gemeinschaft Sulinger Land von 1960 im ADAC
- Kegelverein Sulingen und Umgebung von 1967
- Reit- und Fahrverein Maasen-Sulingen u. Umgebung von 1969
- Reitclub Sulingen von 1975
- Reit- und Fahrverein Coldewey von 2000
- Kneipp-Verein Sulingen von 1953
- Sound of Sulingen e. V. (Marchingband), ehem. Spielmannszug Sulingen

## Persönlichkeiten

### Ehrenbürger der Stadt
- Karl August Friedrich Mehliß (1825–1904), aus Rehburg stammender Landes-Ökonomierat
- Friedrich 'Fritz' Korte (1854–1925), Lehrer, Ratsherr und Kriegsbürgermeister in Sulingen

### Söhne und Töchter der Stadt
- Valerius Dencker (1542–1589), lutherischer Pfarrer in Sulingen (1570–1589), Superintendent seit 1588
- J. Dencker (1860–1921), Fabrikant, Gesicht in der Schwulenbewegung
- Ernst Christian Philippi (1668–1736), lutherischer Theologe und Hofprediger am Sachsen-Merseburger Hof
- August Julius Jacobi (1818–?), Gutsbesitzer und Mitglied des kurhessischen Kommunallandtags
- Rudolf Eickhoff (1902–1983), Politiker (DP, CDU), MdB, MdL, Bürgermeister von Sulingen
- Erich Plenge (1910–1999), Autor und Zeitungsverleger
- Ruth Bunkenburg (1922–2015), Schauspielerin, Autorin von Kurzgeschichten und niederdeutschen Hörspielen
- Robert Enders (1928–2003), Kunsterzieher und Künstler, dessen lebensgroße Skulpturen das Sulinger Stadtbild bereichern
- Erika Gregor (geb. Steinhoff, * 1934) Filmkuratorin, Mitbegründerin des Filminstituts Arsenal
- K. Wilhelm Köster (* 1934), intern. Sportorganisator und Sporthistoriker
- Horst Wachendorf (* 1935), Geologe und Universitätsprofessor
- Helmut Hoermann (* 1941), internationaler Hotelmanager
- Peter Schroer (1943–2023), Oberkreisdirektor des Landkreises Peine
- Günter Schlüterbusch (1943–2004), Landtagsabgeordneter und Bürgermeister in Sulingen
- Liesel Westermann (* 1944), Leichtathletin, Olympiateilnehmerin (Silber) und ehem. Weltrekordlerin im Diskuswurf, Weltsportlerin 1969
- Walter Momper (* 1945), Politiker (SPD), Politikwissenschaftler, Regierender Bürgermeister von Berlin und Präsident des Abgeordnetenhauses von Berlin
- Michael Bernhard (1949–2022), Latinist, Musikhistoriker und Orgelforscher
- Manfred Gläser (1949–2024), Mittelalterarchäologe und Historiker
- Bernd Wehrenberg (* 1949), Volleyball-Nationalspieler
- Gerd Nagel (* 1957), Leichtathlet (Hochsprung) und Olympiateilnehmer
- Martin Apelt (* 1961), Dramaturg und Schauspieldirektor
- Ronald-Mike Neumeyer (* 1961), Politiker (CDU)
- Heike Sudmann (* 1962), Politikerin (DIE LINKE)
- Martin Hermann (* 1964), Filmemacher
- Fritz Fenne (* 1973), Schauspieler und Hörspielsprecher
- Mely Kiyak (* 1976), Schriftstellerin und Journalistin
- Torben Kuhlmann (* 1982), Kommunikationsdesigner, Illustrator und Bilderbuchautor
- Jan Rosenthal (* 1986), Fußballspieler
- Özkan Yildirim (* 1993), deutsch-türkischer Fußballspieler
- Tobias Hippler (* 1999), Tischtennisspieler

### Personen, die in der Stadt gewirkt haben
- Diederich Wedemeier, seit 1529 1. lutherischer Pastor in Sulingen
- Heinrich Ernst Owen (1685–1758), lutherischer Theologe, Generalsuperintendent
- Diederich Logemann (1872–1959), Landwirt und Mitglied des Preußischen Landtags und des Reichstags
- Kurt Pfaffenberg (1888–1971), Lehrer, Palynologe, tätig f. d. Preuß. Landesamt u. d. Niedersächs. Landesamt für Bodenforschung
- Detlev Pape (1909–1986), Lehrer, Stadtarchivar, Heimatforscher
- Günter von Nordenskjöld (1910–1997), Agrarwissenschaftler und ehemaliger Bundestagsabgeordneter
- Gordon M. Gollob (1912–1987), hoch dekorierter Kampfpilot im Zweiten Weltkrieg, Entwicklungsingenieur
- Knut Teske (* 1942), geboren in Lüneburg, Journalist und Autor, Neffe von Günter von Nordenskjöld
- Harald Focke (* 1950), geboren in Bassum, Autor und Historiker
- Michael Schulz (* 1961), geboren in Harlingen/Krs. Lüchow-Dannenberg, ehemaliger Fußballnationalspieler, Vizeeuropameister